# Kroonsifaka
De kroonsifaka (Propithecus coronatus) is een dagactieve lemuur uit het geslacht van de Sifaka's (Propithecus). Dit is een van de drie geslachten uit de familie van de indriachtigen (Indriidae). De wetenschappelijke naam van de soort werd voor het eerst geldig gepubliceerd door Henri Milne-Edwards in 1871. Zoals alle lemuren is de kroonsifaka endemisch op Madagaskar.

## Taxonomie
De wetenschappelijke naam van de soort werd voor het eerst geldig gepubliceerd door Henri Milne-Edwards in 1871. In 1993 werd de kroonsifaka door de Australische primatoloog Colin Groves geclassificeerd als ondersoort van de verreauxsifaka (Propithecus verreauxi). Later beschouwde Groves hem als ondersoort van Von der Deckens sifaka (Propithecus deckenii), maar in 2007 is hij na een antropometrische studie als volle soort gepubliceerd.

## Uiterlijke kenmerken
De kroonsifaka kan een lengte bereiken van een meter, met een staartlengte van tussen de 45 en 55 centimeter. Zijn vacht is crème tot wit, met donkerbruine schouders, hoofd en nek. Kroonsifaka's komen voor in groepen van twee tot acht individuen, in een territorium van ongeveer 15 vierkante kilometer.
Net als alle lemuren heeft de kroonsifaka een tandenkam die dient om de vacht te verzorgen of vruchtvlees van een pit te schrapen.

## Verspreiding
De kroonsifaka komt voor in droge loofbossen in het zuidwesten van Madagaskar, tussen de rivieren Mahavavy en Betsiboka. Daar komen ze voornamelijk voor in de wildreservaten Kasijy en Ambohijanahary. Kroonsifaka's zouden ook gerapporteerd zijn in het zuiden en zuidwesten van Madagaskar. Het precieze aantal kroonsifaka's is onbekend.

### Bedreiging

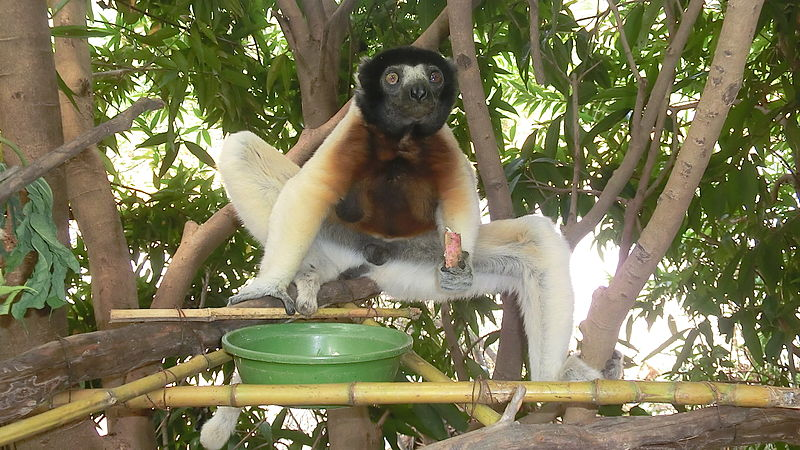
Kroonsifaka in Madagaskar

De grootste bedreiging voor de kroonsifaka is verlies van leefomgeving, voornamelijk door toedoen van landbouw en steenkoolmijnen. Ook wordt er nog steeds op de kroonsifaka gejaagd.